# Мэделин Мэри
Мэделин Мэри (англ. Madelyn Marie; род. 29 января 1987, Уэст-Пойнт) — американская порноактриса итальянского происхождения.

## Карьера
Пришла в порноиндустрию в 2008 году, когда ей только исполнился 21 год. Первоначально снималась только в лесбийских сценах. В течение нескольких лет работала с такими известными студиями, как Pure Play Media, Digital Sin, Wicked Pictures, Brazzers, Reality Kings, Bang Productions и Zero Tolerance.
С 2008 по 2013 год снялась в 185 порнофильмах. После окончания обучения на медика, Мэри покинула порноиндустрию.
Замужем за венесуэльским порноактёром Рамоном Номаром.

## Награды и номинации
Номинации
- 2010 — «AVN Award» — Невоспетая старлетка года
- 2010 — «FAME Award» — Hottest Body
- 2010 — «XBIZ Award» — Лучшая новая старлетка[14]
- 2011 — «AVN Award» — Лучшее лесбийское порно — фильм — Hocus Pocus XXX (вместе с Одри Холландер, Никки Бенц, Ева Анджелина, Санни Леоне, Киара Дайан)
- 2011 — «AVN Award» — Лучшее лесбийское порно — фильм — BatfXXX: Dark Night (вместе с Бобби Старр, Dani Jensen, Крисси Линн, Carolyn Reese, Paul Chaplin, Дерриком Пирсом, Chris Johnson, Danny Wylde)
- 2011 — «AVN Award» — Лучшее лесбийское порно — фильм — Girlvana 5 (вместе с Бриджит Би, Бринн Тайлер, Чарли Чейз, Кортни Каммз, Джейден Джеймс, Джулия Энн, Kirra Lynne, Мисси Стоун, Моник Александр, Никки Роудс, Raylene, Сара Ванделла, София Санти, Велисити Вон)
- 2011 — «XBIZ Award» — Лучшая исполнительница года[15]
- 2012 — «AVN Award» — Лучшее лесбийское порно — 2 сцены фильма — Girlfriends 3 (вместе с Алексис Тексас, Бруклин Ли, Шанель Престон) и (вместе с Майлзом Лонгом, Алексис Тексас, Бруклин Ли, Шанель Престон)[16]

Другие достижения
- 2010 — Twistys — Treat of the Month[17]